# Semidelitschia agasmatica
Semidelitschia agasmatica är en svampart som beskrevs av Cain & Luck-Allen 1969. Semidelitschia agasmatica ingår i släktet Semidelitschia och familjen Delitschiaceae.   Inga underarter finns listade i Catalogue of Life.